# Bellator 237
Bellator 237: Fedor vs. Rampage è stato un evento di arti marziali miste tenuto dalla Bellator MMA il 29 dicembre 2019 alla Saitama Super Arena di Saitama in Giappone.

## Risultati
|                                   | Divisione              |                   |           |                    | Metodo                                  | Round     | Tempo     | Premio    |
| Main Card                         | Main Card              | Main Card         | Main Card | Main Card          | Main Card                               | Main Card | Main Card | Main Card |
| --------------------------------- | ---------------------- | ----------------- | --------- | ------------------ | --------------------------------------- | --------- | --------- | --------- |
|                                   | Pesi massimi           | Fedor Emelianenko | batte     | Quinton Jackson    | KO tecnico (pugno)                      | 1         | 2:44      |           |
|                                   | Catchweight (160 lbs.) | Michael Chandler  | batte     | Sidney Outlaw      | KO (pugni)                              | 1         | 2:59      |           |
|                                   | Catchweight (175 lbs.) | Michael Page      | batte     | Shinsho Anzai      | KO (pugno)                              | 2         | 0:23      |           |
|                                   | Pesi welter            | Lorenz Larkin     | batte     | Keita Nakamura     | Decisione unanime (30-27, 30-26, 30-26) | 3         | 5:00      |           |
|                                   | Pesi mosca femminili   | Kana Watanabe     | batte     | Ilara Joanne       | KO tecnico (pugni)                      | 3         | 4:39      |           |
|                                   | Pesi leggeri           | Goiti Yamauchi    | batte     | Daron Cruickshank  | Sottomissione (rear-naked choke)        | 1         | 3:11      |           |
| Card Preliminare powered by Rizin |                        |                   |           |                    |                                         |           |           |           |
|                                   | Pesi leggeri           | Yusuke Yachi      | batte     | Hiroto Uesako      | KO (soccer kick)                        | 3         | 4:36      |           |
|                                   | Pesi atomo femminili   | Kanna Asakura     | batte     | Jayme Hinshaw      | Sottomissione (kimura)                  | 3         | 3:33      |           |
|                                   | Pesi paglia            | Jarred Brooks     | batte     | Haruo Ochi         | Decisione unanime                       | 3         | 5:00      |           |
|                                   | Pesi mosca             | Ren Hiramoto      | batte     | Takahiro Ashida    | KO tecnico (pugni)                      | 1         | 4:49      |           |
|                                   | Pesi mosca             | Makoto Takahashi  | batte     | Yusaku Nakamura    | Decisione unanime                       | 3         | 5:00      |           |
|                                   | Pesi paglia femminili  | Ai Shimizu        | batte     | Andy Nguyen        | Decisione non unanime                   | 3         | 5:00      |           |
|                                   | Pesi welter            | Jon Tuck          | batte     | Ryuichiro Sumimura | KO (pugno)                              | 1         | 3:45      |           |
|                                   | Pesi massimi           | Shoma Shibisai    | batte     | Sergey Shemetov    | Sottomissione (achilles lock)           | 1         | 0:45      |           |